# Džamolidin Abdužaparov
Džamolidin Abdužaparov (Djamolidine Abdoujaparov, Жамолиддин Абдужапаров, * 28. února 1964, Taškent) je bývalý uzbecký závodník v silniční cyklistice. Byl specialistou na hromadné dojezdy, proslul svým agresivním stylem jízdy, kdy při spurtu vší silou rozkomíhal kolo do stran a ohrožoval tím ostatní jezdce.
Pochází z rodiny Krymských Tatarů, kteří byli stalinským režimem násilně přesídleni do Uzbekistánu na konci druhé světové války za kolaboraci s německými okupanty. V roce 1987 se stal mistrem SSSR v silničním závodě jednotlivců, reprezentoval Sovětský svaz na Závodě míru v letech 1987, 1988 a 1989; vyhrál šest etap, nejlepším celkovým umístěním bylo čtvrté místo v roce 1987, v roce 1988 vyhrál bodovací soutěž. Na olympiádě 1988 skončil na pátém místě. Získal také etapové vavříny na významných amatérských závodech Tour de l'Avenir, Milk Race, Kolem Polska, Kolem Kuby, Kolem Dolního Saska a Girobio.
V roce 1990 přestoupil k profesionálům, jezdil za stáje Alfa Lum, Carrera Jeans a Lampre-Polti. Na Tour de France vyhrál devět etap, v letech 1991, 1993 a 1994 získal zelený trikot pro vítěze bodovací soutěže, nejlepším celkovým umístěním bylo 56. místo v roce 1995. Na Giro d'Italia vyhrál jednu etapu, v roce 1994 vyhrál bodovací soutěž i trikot Intergiro, udělovaný závodníkovi s nejlepší bilancí v polovinách etap. Celkově byl klasifikován nejlépe na 44. místě v roce 1994. Na Vuelta a España vyhrál sedm etap, v roce 1992 ovládl bodovací soutěž a v roce 1993 skončil třiašedesátý. Kromě něj dokázali vyhrát bodování na všech Grand Tour pouze Eddy Merckx a Laurent Jalabert. Dalšími jeho úspěchy byla vítězství v jednorázových závodech Gent-Wevelgem 1991, Giro del Piemonte 1991 a Memoriál Rika Van Steenbergena 1994. Během kariéry vyhrál tři etapy na závodě Kolem Murcie, dvě etapy Paříž–Nice a Critérium du Dauphiné, jednu etapu na Tour de Suisse a v roce 1994 dvě etapy a celkové druhé místo v závodě Kolem Nizozemska. Reprezentoval Uzbekistán na olympiádě 1996, kde skončil na 100. místě.
Na Tour de France 1997 měl pozitivní dopingový nález a po vypršení trestu ukončil kariéru.